# Cs. Németh Lajos
Cs. Németh Lajos (Karcag, 1940. február 24. – Budapest, 2023. április 23.) Aase-díjas magyar színész, szinkronszínész.

## Életpályája
Cs. Németh Lajos és Papp Eszter gyermekeként született. 1958–1962 között a Színház- és Filmművészeti Főiskola hallgatója volt. 1961-ben feleségül vette Tóth Judit színésznőt. Két fiuk született; Balázs (1970) és Bálint (1981). 1962–64 között a debreceni Csokonai Nemzeti Színház tagja volt. 1964–1990 között a Madách Színházban lépett fel. 1990 óta a Budapesti Kamaraszínház, majd 2002-től haláláig a Turay Ida Színház tagja volt.
Hosszantartó, súlyos betegsége után hunyt el 83 éves korában.

## Színházi szerepei
- Sándor Kálmán: A harag napja....a katona
- Meilhac–Milhaud: Nebántsvirág....Katona
- William Shakespeare: Minden jó, ha jó a vége....Bertram
- Shakespeare: Rómeó és Júlia....Rómeó; Capulet
- Shakespeare: Szentivánéji álom....Lysander
- Achard: A bolond lány....Cardinal
- Gozzi: A három narancs szerelme....Tartaglia
- Füst Milán: Negyedik Henrik király....az ifjú Henrik
- Németh László: Mathiász panzió....Bélus
- Müller Péter: Márta....Misi
- Bertolt Brecht: Koldusopera....Charles Filch
- Shakespeare: Téli rege....Florizel
- Szophoklész: Magyar Elektra....Orestes királyfi
- Kocsonya Mihály házassága....kikiáltó
- Balassi Bálint: Szép magyar komédia....Credulus
- Williams: Tetovált rózsa....Jack Hunter
- Móricz Zsigmond: Groteszk....a tanító
- Vörösmarty Mihály: Csongor és Tünde....Csongor
- Henrik Ibsen: Peer Gynt....a vőlegény; szakács
- Wouk: Zendülés a Caine hajón....Junius Urban harmadosztályú jelzőzászlós
- Szomory Dezső: II. Lajos király...a bolond
- Tamási Áron: Énekes madár....Préda Máté
- Brecht: Kurázsi mama....fiatal katona
- Illés Endre: Névtelen levelek....Misi
- Szabó Magda: A meráni fiú....a tárnokmester
- Shakespeare: Sok hűhó semmiért....Corrado
- Madách Imre: Az ember tragédiája....rabszolga; tiszt; elítélt, Luther
- Szép Ernő: Patika....Jóvér Jani
- Háy Gyula: Isten, császár, paraszt....Gara Miklós
- Görgey Gábor: Komámasszony, hol a stukker?....Márton
- Gyurkovics Tibor: Fészekalja....Kálmán
- Görgey Gábor: Galopp a Vérmezőn....őrmester
- Wesker: A királynő katonái....repülőoktató
- Stoppard: Íme, egy szabad ember....Brown
- Polgár András: Töltsön egy estét a Fehér Rózsában....Ménesi
- Polgár Ernő: Túl az Egyenlítőn....Kelly
- Shakespeare: Szeget szeggel....Pompeius; Escalus
- Sütő András: Egy lócsiszár virágvasárnapja....Zauner
- Knott: Várj, míg sötét lesz....Paul Henderson
- Szomory Dezső: Takáts Alice....Ferenc
- Arthur Miller: Édes fiaim....Frank Lubey
- Molnár Ferenc: A hattyú....Wunderlich
- Moldova György: Malom a pokolban....Vajda
- Müller Péter: Szemenszedett igazság....Patu
- Molnár Ferenc: Az üvegcipő....tizedes
- Illyés Gyula: A kegyenc....Sidonius
- Büchner: Leonce és Léna....udvarmester
- Taylor–Nield: Ali Baba és vagy negyven gengszter....Nagypapa
- Kyle: Zúzódás....
- Pier Paolo Pasolini: Mámor....pap
- Shakespeare: Troilus és Cressida....Menelaos
- Rideg Sándor: Indul a bakterház....Jóska csendőr
- Marlowe: II. Edward angol király....
- Barrie: Pán Péter....apa
- Halász–Kristóf: Handa banda....admirális
- Oscar Wilde: Bunbury....Merriman
- Popplewell: A hölgy fecseg és nyomoz....Rocher
- Georges Feydeau: Osztrigás Mici....Étienne
- Nóti Károly: Hyppolit, a lakáj....Makáts főtanácsos úr
- Masterson–King: Volt egyszer egy kupleráj... (Texasban!)....Ed Earl Dodd
- Barillet–Grédy: A kaktusz virága....Norbert
- Pécsi Ildikó: Hármasban....Bódog
- Kisfaludy Károly: Kérők....Ferenc
- Shakespeare: III. Richárd....
- Hunyady Sándor: Feketeszárú cseresznye....Nikolics
- Noël Coward: Vidám kísértet....Mr. Bradman
- E. Segal: Love Story....III. Oliver
- Keyes: Virágot Algernonnak....Matt
- Hámos György: Mici néni két élete....Gál Alfréd
- Görgey Gábor: Örömállam....Fekete úr
- Beaumarchais: Figaro házassága....Bartolo
- Molnár Ferenc: A doktor úr....Sárkány
- Arisztophanész: Lysistrate....Lakon
- Zorin: Varsói melódiák....Viktor
- Dario Fo: Dög bújjék...! (A csöcsös ördög)....inkvizitor
- Schmitt: Frédérick....Remusat báró
- McNally: A pókasszony csókja....börtönigazgató
- Niccolò Machiavelli: Clízia, szépleány....Damone
- Herczeg Ferenc: Bohóckirálynő....Hermann professzor
- Németh Ákos: Haszonvágy....Belovár
- Adolf Schütz: Sajnálom, Mr. Tegnap! (Pikáns négyes)....John
- Szophoklész: Oidipusz király....pásztor
- Sarkadi Imre: Elveszett paradicsom....János
- Szophoklész: Oidipusz Kolonoszban....Pásztor
- Görgey Gábor: Tükörjáték....Beaujolais abbé
- Csiky Gergely: A nagymama....Örkényi Vilmos báró
- Robert Bolt: Morus....Wolsey bíboros
- Jean Anouilh: Médeia....Kreón
- Móricz Zsigmond: Nem élhetek muzsikaszó nélkül.....Lajos bácsi
- Lev Tolsztoj: Élő holttest....vizsgálóbíró
- Kiss József: Az angyalok nem sírnak....Mayer Ernő
- Kyd: Spanyol tragédia....A spanyol király
- Egressy–Heltai–Karinthy–Kornis–Molnár–Vaszary: Kakasülő....
- Sopsits Árpád: Fekete angyal....Zoli bácsi
- Ahlfors: Hamu és pálinka....Viggo Barkman
- Molnár Ferenc: Liliom....Berkovics; öreg rendőr
- Jaroslav Hašek: Svejk....Wendler; Schröder; Macuna
- Marlowe: Dr. Faustus....császár
- John Osborne: Dühöngő ifjúság....Redfern ezredes

## Filmjei

### Játékfilmek
- Égrenyíló ablak (1959)
- Három csillag (1960)
- Az ígéret földje (1961)
- Pesti háztetők (1961)
- Katonazene (1961)
- Sínek között (1962)
- Májusi fagy (1962)
- Angyalok földje (1962)
- Az utolsó vacsora (1962)
- Négy lány egy udvarban (1964)
- Patyolat akció (1965)
- Háry János (1965)
- Iszony (1965)
- A tizedes meg a többiek (1965) (Grisa)
- Az első esztendő (1966)
- Kegyenc (1969)
- Érik a fény (1970)
- Hekus lettem (1972)
- Harminckét nevem volt (1972)
- Csínom Palkó (1973)
- Ereszd el a szakállamat! (1975)
- Peer Gynt (1977)
- Égigérő fű (1979)
- Jövőre a Balatonnál (1980)
- Szeretők (1984)
- Orvosnők (1984)
- Malom a pokolban (1987)
- Halál sekély vízben (1994)
- Charley nénje (2003)
- Nincs mese (2004)
- A temetetlen halott (2004)
- Állítsátok meg Terézanyut! (2004)
- Rokonok (2006)
- Nagyvizit (2006)
- Friss levegő (2006)
- Szabadság, szerelem (2006)

### Tévéfilmek
- Bors (1968)
- A 0416-os szökevény (1970)
- Pillangó (1971)
- Villa a Lidón (1971)
- Az ozorai példa (1973)
- Csokonai Vitéz Mihály: Dorottya (1973)
- A dunai hajós (1974)
- Mire a levelek lehullanak... (1978)
- Családi kör (1980)
- Századunk (1981)
- A 78-as körzet (1982)
- Fürkész történetei (1983)
- Mint oldott kéve (1983)
- Széchenyi napjai (1985)
- A fantasztikus nagynéni (1986)
- Freytág testvérek 1-5. (1989)
- Família Kft. (1992)
- Patika (1995)
- Kisváros (2001)
- Tűzvonalban (2009)
- Jóban Rosszban (2010–2022)

## Szinkronszerepei
- 24: John Keeler – Geoff Pierson
- A balfácán (It’s Murphy’s Fault, 1988): Brant főkapitány – Peter J. Elliott
- A bárányok hallgatnak: Mr. Bimmel – Harry Northup
- A Bourne-rejtély: Hoffenmein-hullaház vezetője – Hubert Saint-Macary
- Acapulco szépe: Narciso – Sergio Ramos
- Agymenők: önmaga – Adam West
- A Keresztapa: Willie Cicci – Joe Spinell
- A Keresztapa II.: Camelo atya – Father Joseph Medeglia
- A Keresztapa III.: Frederick Keinszig – Helmut Berger
- A királyi ház titkai: Oh Tae Suk O Teszuk – Jung Dong Hwan
- Alkonyat – Újhold: Harry Clearwater – Graham Greene
- A nagy Lebowski: Jackie Treehorn – Ben Gazzara
- A nevem Earl: Carl Hickey – Beau Bridges
- Nyomorultak: M. Thénardier – Jon Kenny
- A panamai szabó: Maltby – John Fortune
- A prófécia: Lucien – Jean-Baptiste Chaudoul
- A sárkány közbelép: Han – Kien Shih
- A Sárkány – Bruce Lee élete: Bruce apja – Ric Young
- Az átok: Mr. Dudley – Bruce Dern
- Ármány és szenvedély: Victor Kiriakis – John Aniston
- Avatar: Az utolsó levegőidomár: Iroh tábornok – Greg Baldwin
- Benny és Joon: Thomas – Dan Hedaya
- Botcsinálta túsz: Jack – John Cullum
- Candy: Tony Martin – Jim Wyatt
- Carnivàle – A vándorcirkusz: Samson – Michael J. Anderson
- Corelli kapitány mandolinja: szállásmester – Vincent Riotta
- Csernobil: Zsarkov – Donald Sumpter
- Csupasz pisztoly 2 és 1/2: Bush elnök – John Roarke
- Die Hard 1 – Drágán add az életed!: Joseph Yoshinobu Takagi – James Shigeta
- Diszkópatkányok: Kamehl Butabi – Dan Hedaya
- Doktor Zsivágó: professzor – Jeremy Clyde
- Dragon Ball (Z, GT): Dermesztő – Nakao Rjúszei
- Dunai zsaruk: Otto Dirnberger ezredes – Dietrich Siegl
- Dűne: Dr. Yueh – Robert Russell
- Egy gésa emlékiratai: báró – Cary-Hiroyuki Tagawa
- Elemi ösztön: 1. belügyi nyomozó – Stephen Rowe
- Elpusztíthatatlanok: Gilbert – Peter Jason
- Édes november: Buddy Leach – Ray Baker
- Esperanza: dr. Carlos Bárcenas – Octávio Galindo
- Észak és Dél: Williams – Tom Charnock
- Exférj újratöltve: Gary – Matt Malloy
- Extralarge: Sam – Lou Bedford
- Family Guy: Herbert, Dr. Hartman, Horace, Bíró – Mike Henry, Seth MacFarlane, Phil LaMarr, John G. Brennan
- Farkasokkal táncoló: Vergődő Madár – Graham Greene
- Gazdagok és szépek: Jack Hamilton – Chris Robinson
- Gőg: Agostino Pironi – Nicola Di Pinto
- Grease: Mr. Lynch – Darrell Zwerling
- Hanta boy: Bryson magánnyomozó – Randy Oglesby
- Harry Potter és a Félvér Herceg: Remus Lupin – David Thewlis
- Harry Potter és a Főnix Rendje: Remus Lupin – David Thewlis
- Harry Potter és az azkabani fogoly: Remus Lupin – David Thewlis
- Harry Potter és a Halál ereklyéi 1.: Remus Lupin – David Thewlis
- Hé, Arnold!: Wartz igazgató – David Wohl
- Hunyor-major: Hunyori Rafi nagypapa
- Igazából szerelem: Joe – Gregor Fisher
- James Bond: Gyémántok az örökkévalóságnak: Vandenburg, kilövésvezető – David Healy
- James Bond: Polipka: M – Robert Brown
- Jóbarátok: Jack Geller – Elliott Gould
- Karate kölyök: Mr. Kesuke Miyagi – Pat Morita
- Karate kölyök 2: Mr. Kesuke Miyagi – Pat Morita
- Kémkölyök 2: Az elveszett álmok szigete: Alexander Minion – Tony Shalhoub
- Kémkölykök 3-D – Game Over: Alexandet Minion – Tony Shalhoub
- Ki vagy, doki? (A másik Doktor): Mr. Scoones – Edmund Kente
- Kincses sziget az űrben: Hands – Giovanni Lombardo Radice
- Közönséges bűnözők: Sgt. Jeffrey 'Jeff' Rabin – Dan Hedaya
- Kutyabajnok: Peter Yellowbear – Graham Greene
- Külvárosi rendőrök: Sovrintendentecapo Antonio Parmesan – Roberto Nobile
- María Mercedes: Carlos Urbina – Ari Telch
- Második esély: Elias Caballero – Leonardo Kris
- Maverick: Joseph – Graham Greene
- Miért éppen Alaszka?: Holling Gustaf Vincoeur – John Cullum
- Muriel esküvője: Ken Blundell – Chris Haywood
- Nightman: Frank Dominus – Earl Holliman
- Ördögi kör: dr. Fausto – Esteban Villareal
- Pénzhajhászok: Standing Bear – Gordon Tootoosis
- Philadelphiai zsaru: White – Joe Pantoliano
- Rambo – Első vér: Arthur Galt seriffhelyettes őrmester – Jack Starrett
- Rendőrakadémia: parkolófelügyelő – Bill Lynn
- Rosalinda: Dr. Riveroll – Alberto Inzúa
- Rubí, az elbűvölő szörnyeteg: David Treviño – Roberto Sen
- Rudolf – Sissi egyetlen fia: Friedrich zu Schwarzenberg bíboros, Salzburg és Prága érseke – Wolfgang Hübsch
- Sötét angyal: Sandoval – Fulvio Cecere
- Star Trek: Sarek – Ben Cross
- Star Trek II: Khan haragja: Pavel Chekov parancsnok – Walter Koenig
- Star Trek III: Spock nyomában: Pavel Chekov parancsnok – Walter Koenig
- Star Trek V: A végső határ: Pavel Chekov parancsnok – Walter Koenig
- Star Trek: Nemzedékek: Pavel Chekov parancsnok – Walter Koenig
- Star Wars I. rész – Baljós árnyak: Ric Olié – Ralph Brown
- Superman: Perry White – Jackie Cooper
- Superman III.: Perry White – Jackie Cooper
- Superman IV. – A sötétség hatalma: Perry White – Jackie Cooper
- Szellemkutya: Vinny – Victor Argo
- Szerelmek Saint Tropez-ban: Pierre Olivier – Sylvain Corthay
- Tudorok: Gardiner bíboros – Simon Ward
- Túszharc: Ian Havery – Michael Kitchen
- Tükröm, tükröm: Henry Fine – George Segal
- Ütközetben eltűnt: Trau tábornok – James Hong
- Ütközetben eltűnt 2: Ho kapitány – Bennett Ohta
- Vadmacska: Anselmo Rios – Julio Alcázar
- Valkűr: Haans százados – Danny Webb
- Veszélyes kölykök: Hal Griffith – George Dzundza
- Vissza a jövőbe III.: Chester, a csapos – Matt Clark
- X-akták: A Cigarettázó Férfi (C. G. B. Spender)
- Zöld darázs: Politikus – Robert Clotworthy
- Zsenikém – Az ügynök haláli: Siegfried – Terence Stamp